# Иглесиас, Дани
Даниэль «Дани» Иглесиас Гаго (исп. Daniel "Dani" Iglesias Gago; род. 17 июля 1995, Сантьяго-де-Компостела) — испанский футболист, фланговый полузащитник бухарестского «Динамо».

## Биография
Родился 17 июля 1995 года в городе Сантьяго-де-Компостела. Воспитанник футбольной школы клуба «Депортиво». С 2013 года стал выступать за резервную команду «Депортиво Б», приняв участие в 80 матчах Терсеры.
Иглесиас дебютировал в первой команде галисийцев 24 августа 2013 года, выйдя на замену вместо Алекса Бергантиньоса на последние 13 минут в домашней игре Сегунды против «Кордовы» (0:1). Этот матч так и остался единственным для игрока в чемпионате за родную команду, ещё дважды в том сезоне он выходил в матчах кубка. Не сыграв ни одной игры за основу в следующем сезоне, 31 июля 2015 года он расторг свой контракт с командой, несмотря на то, что «Депор» предлагал игроку продлить соглашение до 2018 года.
11 сентября 2015 года Иглесиас подписал четырёхлетний контракт с «Алавесом», но и здесь выступал исключительно за резервную команду, что играла в Терсере, а также сдавался в аренду в «Гвадалахару» из Сегунды Б и хорватский клуб «Истра 1961», в составе которого Дани дебютировал в высшем дивизионе, сыграв 20 матчей Первой хорватской лиги в сезоне 2018/19. По завершении той аренды Иглесиас расторг соглашение с «Алавесом» и остался выступать в Хорватии, подписав контракт с «Риекой», которой в первом же сезоне помог выиграть Кубок Хорватии.
В 2013—2015 годах выступал в составе юношеских сборных Испании до 16 и до 17 лет, за которые в общей сложности принял участие в 5 играх, отметившись 4 забитыми голами.